# Мйодари (Опольське воєводство)
Мйодари (пол. Miodary, нім. Hönigern) — село в Польщі, у гміні Сьверчув Намисловського повіту Опольського воєводства.
Населення — 314 осіб (2011).

## Демографія
Демографічна структура станом на 31 березня 2011 року:
|          | Загалом | Допрацездатний вік | Працездатний вік | Постпрацездатний вік |
| -------- | ------- | ------------------ | ---------------- | -------------------- |
| Чоловіки | 166     | 33                 | 118              | 15                   |
| Жінки    | 148     | 20                 | 95               | 33                   |
| Разом    | 314     | 53                 | 213              | 48                   |